# Rodopsyna

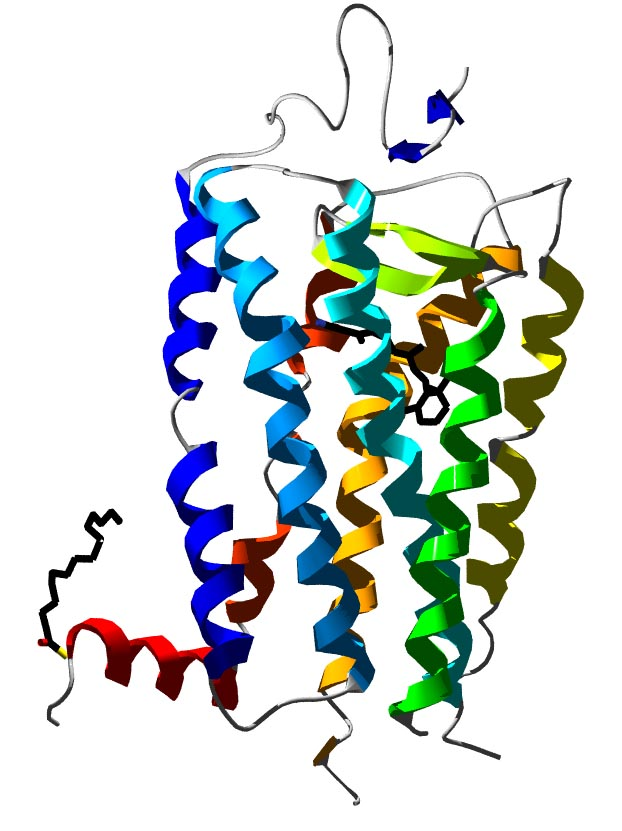
Model struktury rodopsyny

Rodopsyna (purpura wzrokowa, czerwień wzrokowa) – organiczny związek chemiczny, światłoczuły barwnik występujący w narządzie wzroku (dokładniej w siatkówce) głowonogów, stawonogów i kręgowców. Składa się z białka – opsyny, które wiązaniem kowalencyjnym łączy się z kofaktorem 11-cis-retinalem (retinenem), pełniącym funkcję chromoforu. Wiązanie łączy ε-aminową grupę lizyny w pozycji 296 łańcucha białkowego z grupą aldehydową retinalu. Żaden inny stereoizomer retinalu, z wyjątkiem 9-cis, nie wykazuje takiej właściwości łączenia się z opsyną.
Pod wpływem światła docierającego do znajdującej się w pręcikach rodopsyny (wystarczy 1 foton) dochodzi do izomeryzacji formy 11-cis retinalu w drugi izomer – formę całkowicie-trans. Rodopsyna jest białkiem transbłonowym złożonym z 7 helikalnych łańcuchów i zmiana konformacyjna rodopsyny, powoduje aktywację związanego z nią białka G, transducyny, a następnie inicjację sygnału komórkowego.
Metarodopsyna II pod wpływem witaminy A powraca do formy 11-cis, łączy się z powrotem z opsyną w cząsteczkę rodopsyny gotową do rozpadu – jest to tak zwany cykl widzenia. Istotny wydaje się sposób pobudzenia neuronów w siatkówce.
Rodopsyna pręcików, odpowiedzialna za widzenie w ciemności, absorbuje światło w całym zakresie widzialnego widma. Maksimum absorpcji rodopsyny wynosi 500 nm, przez co w nocy niebieskozielone światło wydaje się stosunkowo najjaśniejsze, a czerwone najciemniejsze. Jest to efekt zjawiska Purkiniego.
Za odkrywcę rodopsyny uważa się Franza Bolla, który zaobserwował ją w roku 1876 u żaby. Nazwę purpura wzrokowa nadał mu w roku 1877 Wilhelm Kühne.